# Benehmen
Benehmen ist in der Rechtswissenschaft eine Form der Mitwirkung bei einem Rechtsakt. Während Einvernehmen bedeutet, dass vor einem Rechtsakt das Einverständnis einer anderen Stelle (z. B. Gesetzgebungsorgan, Behörde) vorliegen muss, ist dagegen eine Entscheidung, die im Benehmen mit einer anderen Stelle zu treffen ist, nicht unbedingt mit dem Einverständnis der anderen Stelle zu fällen. Vielmehr kann von der Äußerung der beteiligten Stelle aus sachlichen Gründen abgewichen werden. Gleichwohl handelt es sich bei dem „sich ins Benehmen setzen“ um eine stärkere Beteiligungsform als eine bloße Anhörung, bei der die mitwirkungsberechtigte Behörde lediglich die Gelegenheit erhält, ihre Vorstellungen in das Verfahren einzubringen. Namentlich ist im Rahmen der Benehmensherstellung von einer gesteigerten materiellen Rücksichtnahme der Vollzugsbehörde auszugehen, die sich in einer ernsthaften Bemühung um die Herstellung des Einvernehmens äußert.
Ein Verwaltungsakt, der ohne das erforderliche Einvernehmen oder Benehmen einer anderen Behörde erlassen wurde, ist zwar rechtswidrig, jedoch nicht schon allein deshalb nichtig (§ 44 Abs. 3 Nr. 4 VwVfG). Die Fehlerhaftigkeit kann zudem geheilt werden, wenn die versäumte Mitwirkung der anderen Behörde nachgeholt wird (§ 45 Abs. 1 Nr. 5 VwVfG).